# PlayTalk
プレイトーク（PlayTalk、플레이톡）は、mncsoftが運営していたマイクロブログ（ミニブログ）SNSサービスである。現在はサービスを終了している。

## 概要
主な機能は1行250文字でメッセージを投稿し、そのメッセージに対し同じく1行でコメントを付けるミニブログ。投稿したメッセージには、画像やYouTube動画の添付が可能。手軽に短文の日記を投稿できる、日記や遣り取りで貯まるポイントを利用してフレンド登録やミニゲームを行えるなどが特徴。他にも機能として、コミュニティ、ゲストブック、プロフィール、画像ギャラリー、skype表示、外部ブログ投稿モジュールなどがあり任意で選択できる。
2007年3月、韓国においてサービスが開始された。現在、韓国語・日本語・中国語・英語に対応している。
2007年12月中旬、大幅なデザイン、インターフェースの修正が実装され、より軽快に動作するよう改善された。RSS対応。
2010年9月8日、類似サービスのme2day(미투데이）との競争で不利になった上に、TwitterやFacebookなど強力な海外SNSの韓国上陸に伴う収益性の悪化によりサービスを停止した。

## 参加方法
自由に登録可能。ユーザーからの招待も可能。